# Alto Vista
Alto Vista – miejscowość (plaats) i strefa (zone) w regionie Noord/Tanki Leendert w północnej części kraju autonomicznego Aruba, należącego do Holandii, w Ameryce Południowej. 1 stycznia 2020 r. liczyła 5146 mieszkańców.

## Podział administracyjny
W skład strefy wchodzi jedna miejscowość
- Alto Vista

## Demografia
Strefa liczy 5146 mieszkańców (1 stycznia 2020).
| Kobiety | Mężczyźni |
| ------- | --------- |
| 2467    | 2679      |